# Tiwa Savage
Tiwatope Savage-Balogun (Ikeja, Lagos, 5 de febrero de 1980), más conocida por su nombre artístico Tiwa Savage, es una cantautora, intérprete y actriz nigeriana de inglés y yoruba que actualmente forma parte de Sony/ATV Music Publishing y Mavin Records.
Coescribió la canción «Collard Greens & Cornbread» del álbum nominado al Grammy Back to Me de Fantasia Barrino. Fue parte del álbum compilatorio Solar Plexus, que se lanzó un día después del sello Mavin Records. El 3 de julio de 2013, lanzó su álbum debut Once Upon a Time. Como cantante, sus logros incluyen un MTV Africa Music Awards, dos Premios The Headies, un Channel O Music Video Awards, un Nigeria Music Video Award y dos City People Entertainment Awards, entre otros.

## Discografía

### Álbumes de estudio
| Once Upon a Time                                                                             | - Fecha de lanzamiento: 3 de julio de 2013 - Sello discográfico: Mavin Records - Formato: CD, LP, descarga digital | — | — | — | — |  |  |
| "—" denota que el lanzamiento no apareció en las listas o no fue lanzado en dicho territorio | |   |   |   |   |  |  |

### Álbumes compilatorios
| Solar Plexus                                                                                 | - Fecha de lanzamiento: 8 de mayo de 2012 - Sello discográfico: Mavin Records - Formato: CD, LP, digital download | — | — | — | — |  |  |
| "—" denota que el lanzamiento no apareció en las listas o no fue lanzado en dicho territorio | |   |   |   |   |  |  |

## Sencillos

### Como artista principal
| Título                                 | Año  | Máxima posición en listas | Máxima posición en listas | Máxima posición en listas | Máxima posición en listas | Certificaciones | Álbum            |
| Título                                 | Año  | NGR                       | RSA                       | GHA                       | UK                        | Certificaciones | Álbum            |
| -------------------------------------- | ---- | ------------------------- | ------------------------- | ------------------------- | ------------------------- | --------------- | ---------------- |
| «Kele Kele Love»                       | 2010 | —                         | —                         | —                         | —                         |                 | Once Upon a Time |
| «Love Me (3x)»                         | 2011 | —                         | —                         | —                         | —                         |                 | Once Upon a Time |
| «Ife Wa Gbona» (junto a Leo Wonder)    | 2012 | —                         | —                         | —                         | —                         |                 | Once Upon a Time |
| «Folarin»                              | 2012 | —                         | —                         | —                         | —                         |                 | Once Upon a Time |
| «Oma Ga»                               | 2012 | —                         | —                         | —                         | —                         |                 | Solar Plexus     |
| «Without My Heart» (junto a Don Jazzy) | 2013 | —                         | —                         | —                         | —                         |                 | Once Upon a Time |
| «Olorun Mi»                            | 2013 | —                         | —                         | —                         | —                         |                 | Once Upon a Time |
| «Eminado» (junto a Don Jazzy)          | 2013 | —                         | —                         | —                         | —                         |                 | Once Upon a Time |
| «Love in Yellow»                       | 2014 | —                         | —                         | —                         | —                         |                 | —                |

### Como artista en colaboración
| Título                                                 | Año  | Máxima posición en listas | Máxima posición en listas | Máxima posición en listas | Máxima posición en listas | Certificaciones | Álbum     |
| Título                                                 | Año  | NGR                       | RSA                       | GHA                       | UK                        | Certificaciones | Álbum     |
| ------------------------------------------------------ | ---- | ------------------------- | ------------------------- | ------------------------- | ------------------------- | --------------- | --------- |
| «Beremole» (Adey junto a Tiwa Savage)                  | 2012 | —                         | —                         | —                         | —                         |                 | Sin disco |
| «Oyi Remix» (Flavour N'abania junto a Tiwa Savage)     | 2012 | —                         | —                         | —                         | —                         |                 | Uplifted  |
| «Darlin» (Stan Iyke junto a Tiwa Savage)               | 2012 | —                         | —                         | —                         | —                         |                 | Sin álbum |
| «God Sent» (Jaywon junto a Tiwa Savage)                | 2013 | —                         | —                         | —                         | —                         |                 | Sin álbum |
| «Ordinary Love» (Sarkodie junto a Tiwa Savage)         | 2013 | —                         | —                         | —                         | —                         |                 | Sarkology |
| «Girlie O (Remix)»\| (Patoranking junto a Tiwa Savage) | 2014 | —                         | —                         | —                         | —                         |                 | Sin disco |

### Sencillos promocionales
| Título                                                                             | Año  | Máxima posición en listas | Máxima posición en listas | Máxima posición en listas | Máxima posición en listas | Álbum     |
| Título                                                                             | Año  | NGR                       | RSA                       | GHA                       | UK                        | Álbum     |
| ---------------------------------------------------------------------------------- | ---- | ------------------------- | ------------------------- | ------------------------- | ------------------------- | --------- |
| «Let's Get This Party Started» (con Wizkid, 2 Face Idibia, D'banj y M.I)           | 2012 | —                         | —                         | —                         | —                         | Sin álbum |
| «Oyi (Tiwa Savage remix)»                                                          | 2012 | —                         | —                         | —                         | —                         | Sin álbum |
| «Turn It Up» (Reekado Banks junto a Tiwa Savage)                                   | 2014 | —                         | —                         | —                         | —                         | Sin álbum |
| «Dorobucci» (con Don Jazzy, Dr SID, D’Prince, Reekado Banks, Korede Bello y Di’ja) | 2014 | —                         | —                         | —                         | —                         | Sin disco |

## Como invitada
| Título                | Año  | Otro(s) artista(s) | Álbum                              |
| --------------------- | ---- | ------------------ | ---------------------------------- |
| «Do As I Do»          | 2011 | P-Square, May D    | The Invasion                       |
| «Ife»                 | 2012 | D'Prince           | Frenzy                             |
| «International Local" | 2012 | Olamide            | YBNL                               |
| «Somebody"            | 2013 | Iyanya             | Desire                             |
| «Onye»                | 2013 | Waje               | W.A.J.E (Words Aren’t Just Enough) |

## Cameos
| Título     | Año  | Otro(s) artista(s) | Álbum     |
| ---------- | ---- | ------------------ | --------- |
| «Pakurumo» | 2011 | Wizkid             | Superstar |

## Vídeos musicales

### Como artista principal
| Título                                                                       | Fecha de lanzamiento     | Director(es)       | ref    |
| ---------------------------------------------------------------------------- | ------------------------ | ------------------ | ------ |
| «Kele Kele Love»                                                             | 4 de noviembre de 2010   | Jerry Chan         | [ 10 ] |
| «Love Me (3x)»                                                               | 10 de octubre de 2011    | Sesan              | [ 31 ] |
| «Let's Get This Party Started» (junto a Wizkid, 2 Face Idibia, D'banj y M.I) | 28 de septiembre de 2012 | Clarence Peters    | [ 32 ] |
| «Ife Wa Gbona» (junto a Leo Wonder)                                          | 8 de octubre de 2012     | Bolaji Kekere-Ekun | [ 33 ] |
| «Without My Heart» (junto a Don Jazzy)                                       | 11 de marzo de 2013      | Mark Hofmeyr       | [ 13 ] |
| «Olorun Mi»                                                                  | 3 de junio de 2013       | George Guise       | [ 34 ] |
| «Eminado» (junto a Don Jazzy)                                                | 4 de noviembre de 2013   | Clarence Peters    | [ 35 ] |
| «Wanted»                                                                     | 27 de mayo de 2014       | Moe Musa           | [ 36 ] |

### Colaboraciones
| Título                                               | Fecha de lanzamiento  | Director(es)          | ref    |
| ---------------------------------------------------- | --------------------- | --------------------- | ------ |
| «Oyi Remix» (Flavour N'abania junto a Tiwa Savage)   | 18 de febrero de 2012 | Godfather Productions | [ 37 ] |
| «Girlie O (Remix)» (Patoranking junto a Tiwa Savage) | 20 de mayo de 2014    | Moe Musa              | [ 38 ] |